# Campionato di calcio della Repubblica Socialista Sovietica d'Estonia 1950
Il Campionato di calcio della Repubblica Socialista Sovietica d'Estonia 1950 era la massima divisione del campionato estone ed era un campionato regionale sovietico. La vittoria finale andò al Dünamo Tallinn che vinse il quarto titolo della sua storia.

## Formula
Era formato da dieci squadre: ogni formazione si incontrava le altre in gironi di andata e ritorno, per un totale di 18 incontri. Erano previsti due punti per la vittoria e uno per il pareggio.

## Classifica finale
|                       | Pos. | Squadra         | Pt | G  | V  | N | P  | GF | GS | DR  |
| --------------------- | ---- | --------------- | -- | -- | -- | - | -- | -- | -- | --- |
| RSS Estone (bandiera) | 1    | Dünamo Tallinn  | 33 | 18 | 16 | 1 | 1  | 53 | 10 | +43 |
|                       | 2.   | BLTSK           | 33 | 18 | 16 | 1 | 1  | 59 | 13 | +46 |
|                       | 3.   | Sokol Tallinn   | 25 | 18 | 11 | 3 | 4  | 34 | 14 | +20 |
|                       | 4.   | Dünamo Rakvere  | 20 | 18 | 9  | 2 | 7  | 28 | 17 | +11 |
|                       | 5.   | Kalev Narva     | 20 | 18 | 9  | 2 | 7  | 29 | 43 | -14 |
|                       | 6.   | Dünamo Viljandi | 19 | 18 | 9  | 1 | 8  | 32 | 31 | +1  |
|                       | 7.   | Sokol Tallinn   | 14 | 18 | 6  | 2 | 10 | 21 | 34 | -13 |
|                       | 8.   | Dünamo Narva    | 9  | 18 | 3  | 3 | 12 | 22 | 53 | -31 |
|                       | 9.   | Kalev Pärnu     | 7  | 18 | 3  | 1 | 14 | 23 | 46 | -23 |
|                       | 10.  | Kalev Tartu     | 0  | 18 | 0  | 0 | 18 | 4  | 44 | -40 |